# Carino (estilita)
Carino (em latim: Carinus) foi um religioso bizantino do começo do século VII. Era um candidato e depois tornou-se estilita. Foi visitado próximo de Nicomédia por Teodoro de Siceão em 612.